# Rotationsstanzen
Das Rotationsstanzen, eine Form des Stanzens, ist als konkurrierendes Verfahren des Hubstanzens einzuordnen.
Die Materialtrennung erfolgt beim Rotationsstanzen durch Drehung der Werkzeuge und nicht durch eine geradlinige Bewegung der Werkzeuge.
Das Verfahren ist ebenfalls in die Gruppe 3 Trennen nach DIN 8580 einzuordnen.
Der Aufbau einer Rotationsstanze als Male/Female Ausführung dient dem Scherschneiden und besteht im Wesentlichen aus einem Gehäuse, einem Wellenpaar, Getriebe und den Werkzeugträgerringen.
Die Bauteile einer Rotationsstanze, die die Hauptfunktion ermöglichen, sind die runden Werkzeugträgerringe und die darin befindlichen Werkzeuge, die Matrizen und Stempel. Die Werkzeugringe sitzen auf den Werkzeugwellen, welche angetrieben sind. Die Werkzeugwellen sind durch ein Getriebe synchronisiert und deshalb in ihrer Winkelstellung zueinander fixiert. Sie rotieren – bezogen auf die Relativbewegung der Werkzeugringe zueinander – gegenläufig. In Bezug auf das zu verarbeitende Material erfolgt die Bewegung der Werkzeugringe gleichläufig. Durch die Fixierung bzw. die Kopplung der Werkzeugwellen durch das Getriebe kann gewährleistet werden, dass jeder Stempel in die dafür vorgesehene Matrize läuft und darüber hinaus das Schnittspiel an den Schneidkanten quer und parallel zur Materiallaufrichtung stets das erforderliche bzw. vorgesehene Maß hat.
Das bandförmige Ausgangsmaterial wird zwischen Stempelring und Matrizenring geführt und so der rotativen Bearbeitung durch die eigentlichen Werkzeuge, Stempel und Matrizen, ausgesetzt. Die Anzahl und Ausführung der verwendeten Werkzeuge ist hierbei produktabhängig. Durch die entsprechende Auslegung der Werkzeuge stanzt der Stempel das Material im Zusammenspiel mit der zugehörigen Matrize. Der Butzen wird durch die Matrize gedrückt und so durch den Butzenfall aus der Schnittzone entfernt.
Das gestanzte Material wird dann der weiteren Verarbeitung zugeführt, wie dem Walzprofilieren.
Die von Baust weiterentwickelten Maschinen ermöglichen es Endlosmaterial, wie Metall, Kunststoff und Papier, rotativ zu verarbeiten.
Das Rotationsstanzen gegen einen festen Gegenstanzzylinder dient dem Keilschneiden. Das Material wird verdrängt und komprimiert, bis es sich trennt. Wenn voll-rotativ gestanzt wird, bewegt sich die Materialbahn mit gleicher Geschwindigkeit zum Stanzwerkzeug. Je länger das zu stanzende Teil, umso größer muss der Umfang des Stanzwerkzeuges sein. 
Wird semi-rotativ gestanzt bewegt sich die Materialbahn mit unterschiedlichen Geschwindigkeiten zum Stanzwerkzeug um verschiedene Formate mit einem Zylinderumfang realisieren zu können.